# Байо, Альберто
Альберто Байо Хироуд (исп. Alberto Bayo Giroud, 1892, Камагуэй — 1967, Гавана) — испанский революционер и поэт кубинского происхождения. В 1920-х годах служил в испанских ВВС и участвовал в Рифской войне в Марокко. Участник Балеарской операции во время гражданской войны в Испании. После поражения республиканских сил в войне — в изгнании в Мексике, где преподавал в военно-воздушном училище и торговал мебелью. Участвовал в организации неудачной операции Карибского легиона по свержению диктаторского режима Трухильо в 1949 году. На основе своего боевого опыта создал теорию тактики партизанской войны, в том числе действий, позволяющих партизанскому отряду выйти из окружения. Стал инструктором отряда Фиделя Кастро и Че Гевары. После революции вернулся на родную Кубу, где получил звание генерала. Умер в Гаване в 1967 году.
Помимо революционной деятельности, Альберто Байо был поэтом. Опубликовал несколько сборников стихов, последний (Mis versos) в 1965 году.

## Книги
- Bayo, A. Tempestad en el Caribe. — Мехико, 1950. — 159 с.
- Bayo, A. 150 preguntas a un guerrillero. — Мехико, 1955. 
Переводы:
  - Bayo, A. 150 Questions for a Guerrilla / Перевод Brown R. K.. — Боулдер: Paladin Press, 1996. — 96 с. — ISBN 0873640225.
  -  150 Questions to a Guerilla — неофициальный английский перевод
- Bayo, A. Mi aporte a la revolución cubana. — Гавана: Imprenta del Ejército Rebelde, 1960.